# Hornothrácká nížina
Hornothrácká nížina, též Hornotrácká nížina, (bulharsky Горнотракийска низина) je nejrozsáhlejší nížina v Bulharsku. Rozkládá se v historickém regionu Thrákie a v Bulharsku tímto názvem (Тракия) často míní právě dotyčnou nížinu. Je to oblast patřící do Kraištensko-tundžské zóny, jedné z pěti fyzicko-geografických zón Bulharska, a administrativně spadá do šesti oblastí – Pazardžické, Plovdivské, Starozagorské, Chaskovské, Slivenské a Jambolské.

## Poloha
Součástí nížiny je především střední povodí Marici, a proto se nazývá také Marická nížina  (bulharsky Маричина низина — Maričina nizina). Leží mezi Srednou gorou na severu, Rodopy na jihu a Manastirskou vysočinou, Svetiilijskou pahorkatinou a pohořím Sakar na východě. Její délka od západu na východ je 160 až 180 km a největší šířka 40 až 50 km. Má rozlohu 6 030 km² a průměrnou nadmořskou výšku 168 m.

## Dělení
Podle zeměpisných charakteristik lze nížinu rozdělit na dvě podoblasti — západní (Pazardžicko-plovdivské pole) a východní (Starozagorské pole), oddělené Čirpanskou pahorkatinou.

### Pazardžicko-plovdivské pole
Pole zaujímá západní polovinu nížiny a jeho jižní hranice běží od soutěsky Marici Momina klisura po severním úpatí Rodop ke hřbetu Dragojna a severní hranice od této soutěsky podél jižního úpatí Sredné gory k Čirpanské pahorkatině. Nížinný reliéf Pazardžicko-plovdivského pole vyniká především v rovnoběžkovém směru. Niva Marici určuje jeho sklon od západoseverozápadu na východojihovýchod — ve městě Belovo na jeho západním okraji má nadmořskou výšky asi 300 m a ve východní části, v okolí města Părvomaj, klesá až na 100 metrů. S širokou plochou nížinou kontrastují osamělé Plovdivské kopce (285,5 m).

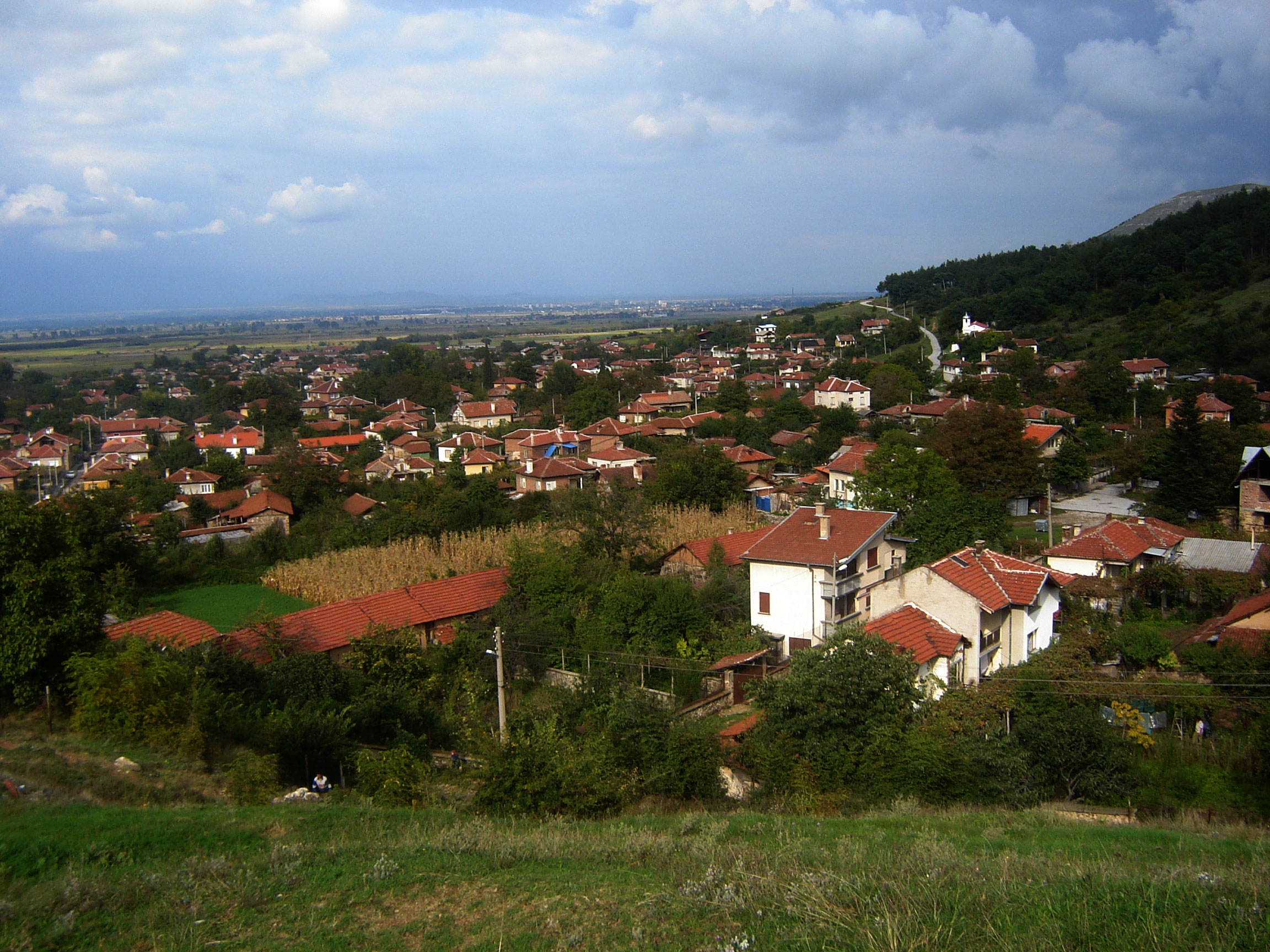
Pohled do roviny z úpatí Rodopů
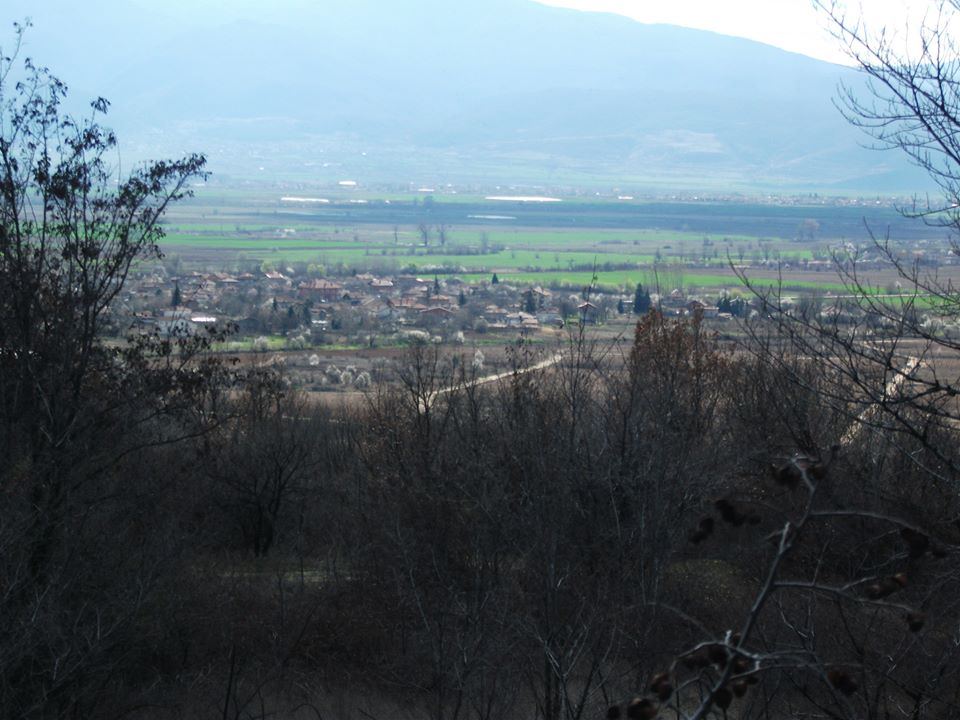
Rovina na úpatí kopce Gradište
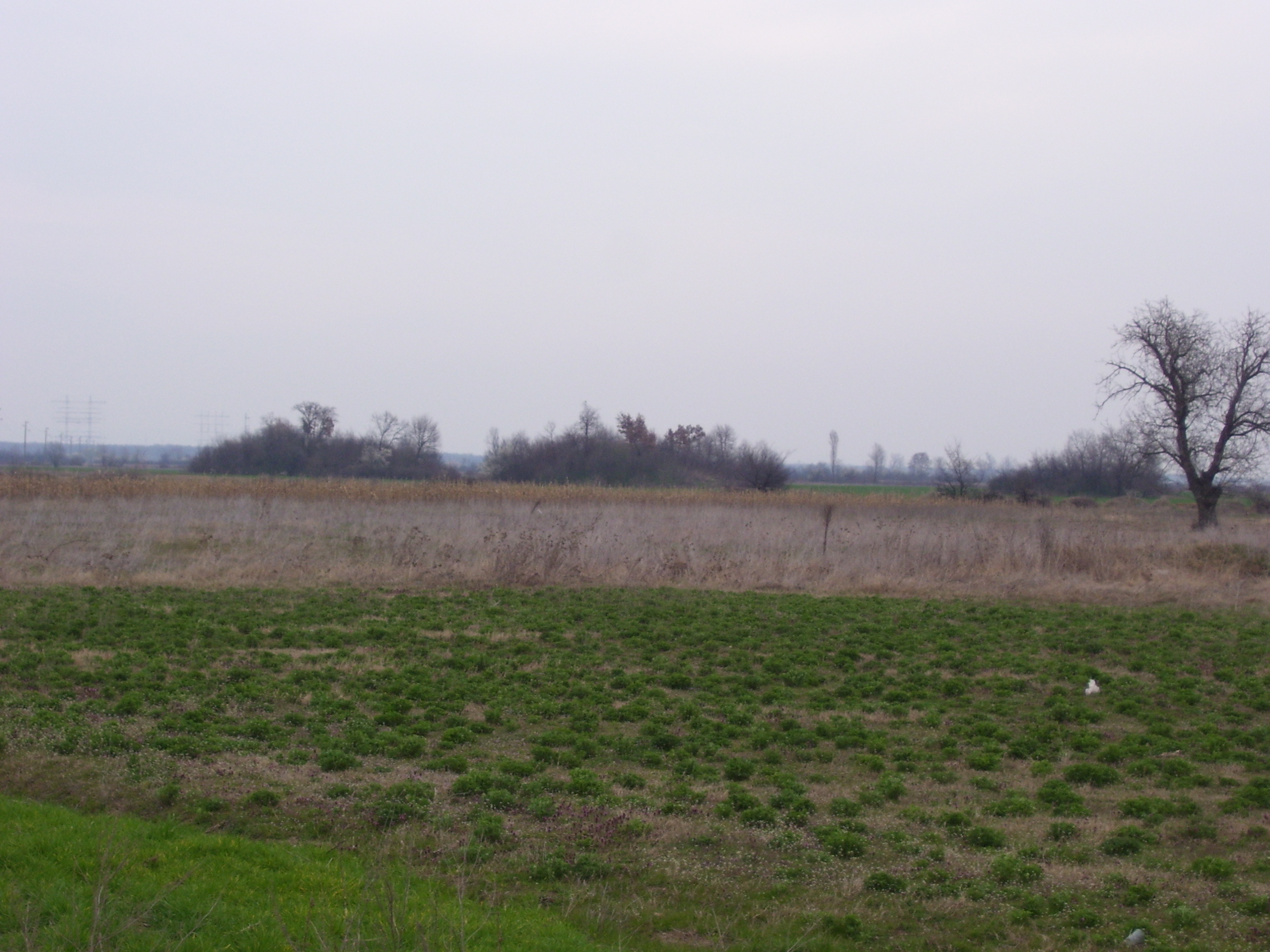
Rovina poblíž Raževa

### Starozagorské pole
Pole zabírá východní širokou polovinu nížiny. Táhne se na východ od Čirpanské pahorkatiny a rozkládá se zejména v povodí řeky Sazlijka, levého přítoku Marici, a jejích pravých přítoků. Starozagorské pole má podélnou osu v rovnoběžkovém směru s výrazným odklonem na východojihovýchod. Pravé přítoky Marici a levé přítoky Sazlijky rozčleňují jeho povrch a jejich rozvodí je tvořeno plochými hřbety s výškou v rozmezí od 170 do 150 metrů. Na jihovýchodě, na kontaktu s Charmanlijskou soutěskou se nížina výrazně snižuje a její nadmořská výška dosahuje 80 m.

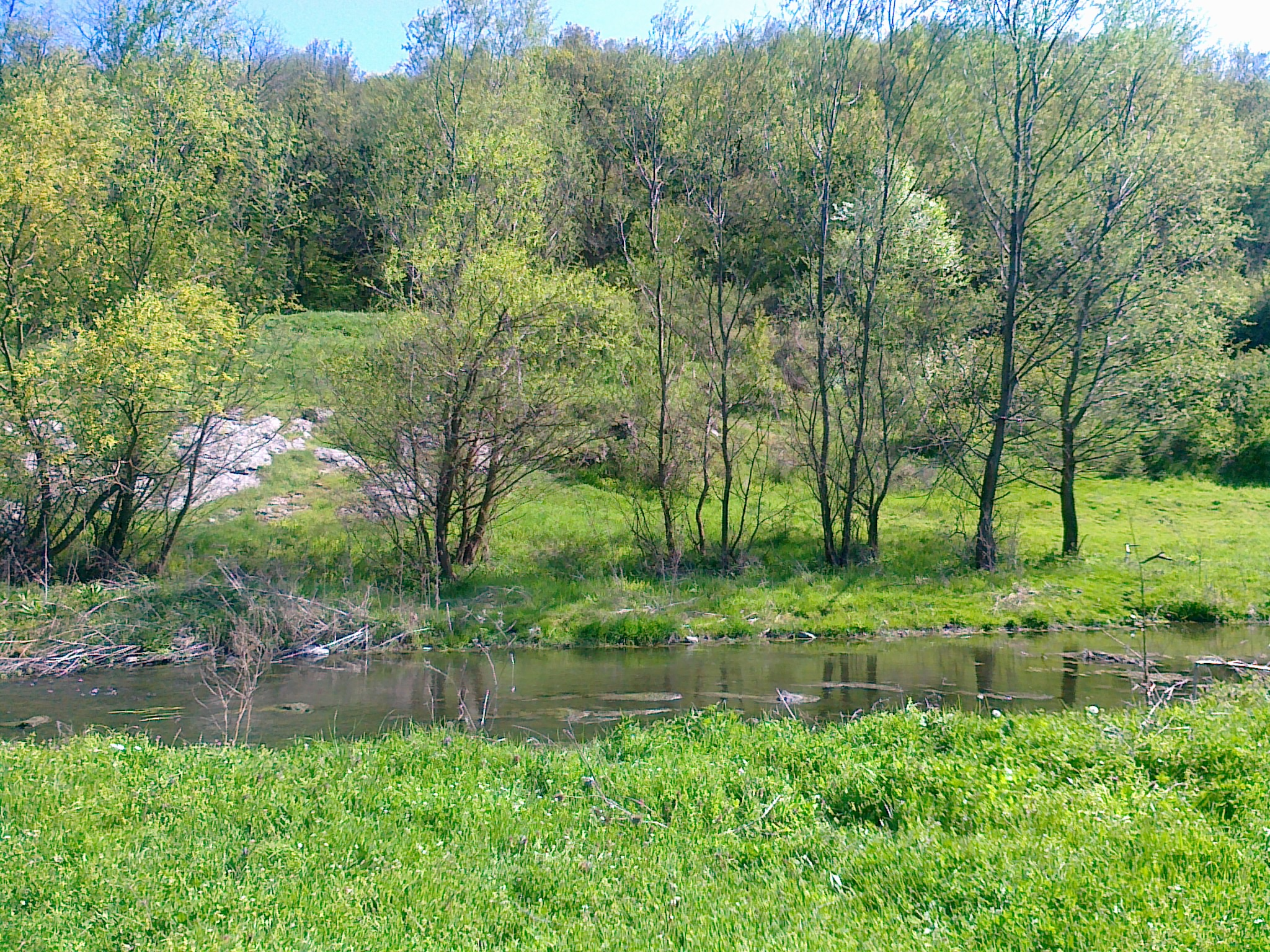
Řeka Kajalijka v jihozápadním cípu Starozagorského pole
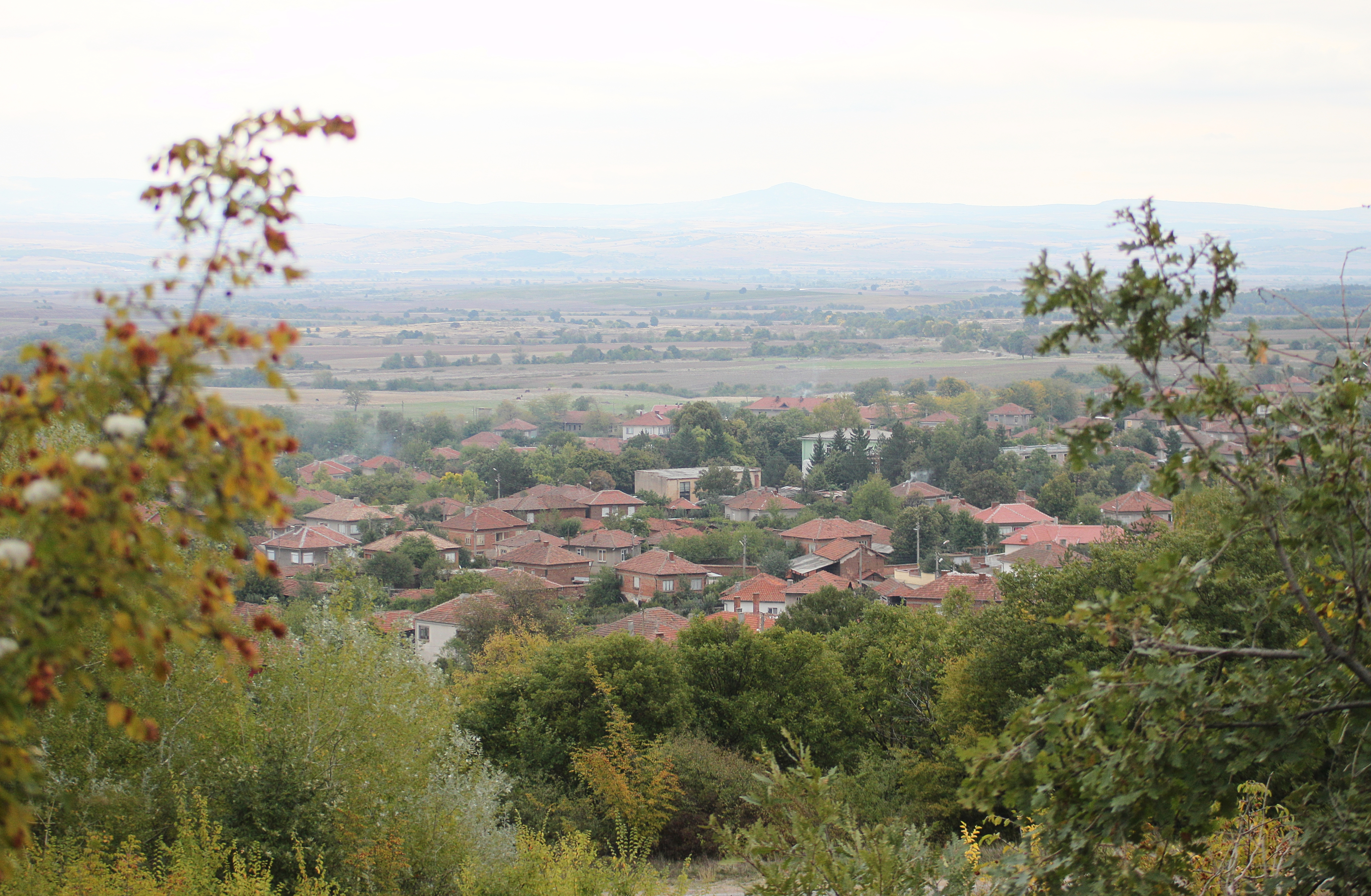
Pohled na Charmanlijskou soutěsku
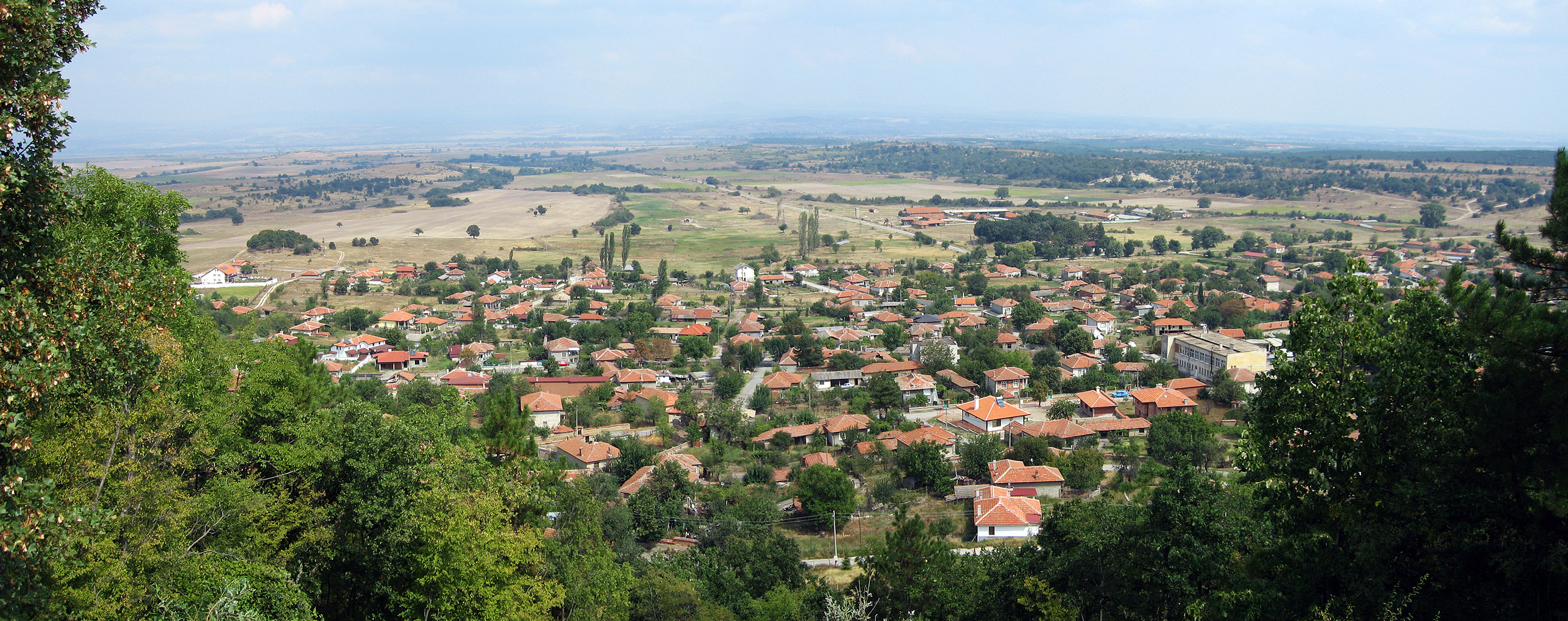
Pohled do nížiny ze středověké pevnosti Mezek

## Přírodní poměry

### Geologická stavba
Nížina je geologicky mladá plochá země. Představuje hluboký příkop vtlačený mezi Rodopy a Srednou gorou. Zde se táhne podél celé nížiny od Belova do Svilengradu Marická zlomová zóna. Skládá se z předprvohorních a prvohorních hornin, které jsou překryty třetihorními usazeninami, dávajícími reliéfu rovinný charakter. K sedimentaci docházelo v průběhu třetihor, kdy se zde nacházela jezerní pánev. Současně s poklesem dna jezera probíhal zdvih Rodop a Sredné gory. Největší posuny jsou v jižní části nížiny, kde se vyskytují tlusté terciární usazeniny. V tomto období se rozložené horniny přemísťovaly z pohoří na dno jezera. 
V průběhu pliocénu se v důsledku svého poklesu jezerní pánev rozšířila a následně se v její východní části usadily mocné husté lignitové kaly (Východní a Západomarická uhelná pánev). Ve stejné době se nahromadily velké zásoby sádrovce v oblasti Radneva. Stejný původ mají studené minerální prameny u Meričleri a Simenovgradu. V pozdější době jezerní vody odtekly a v nížině se usadily říční sedimenty tloušťky do 100 m, čímž vznikl současný vzhled.
V současné době představuje Hornothrácká nížina labilní zónu, v níž se nadále velmi aktivně a diferencovaně projevují tektonické pohyby. Důkazem toho je, že Marická nížina je nejcitlivější seismickou zónou v Bulharsku. Za posledních 200 let zde došlo ke čtyřem až pěti ničivým zemětřesením a celkový počet zemětřesení v tomto období přesahuje 2 000. Nejpustošivější z nich bylo čirpanské zemětřesení v roce 1928 a velingradské zemětřesení v roce 1977.

### Podnebí
V západní části nížiny panuje přechodně kontinentální klima, zatímco na jejím jihovýchodním konci je klima středomořské. Orografické překážky okolo nížiny mají zásadní význam pro formování dlouhodobého režimu počasí. Na severu jsou pohoří Stara planina a Sredna gora vážnými orografickými překážkami pro relativně chladné vzdušné masy a Rodopy na jihu brání pronikání teplého středomořského vzduchu. Zimní období je relativně mírné a teplé. Průměrná lednová teplota se pohybuje od 0 °C do 1 °C (v Plovdivu 0,2 °C), průměrná teplota v červenci 23–24 °C (v Plovdivu 23,6 °C). Průměrná roční teplota je 12,5 °C (v Plovdivu 12,2 °C) Teplotní amplituda je menší než v Dolnodunajské nížině a pohybuje se v rozmezí přibližně 23 °C. Ve městě Travnik se zde 5. července 1916 naměřilo absolutní teplotní maximum v Bulharsku – 45,2 °C. Bezmrazové období je poměrně delší než v severním Bulharsku, ale v zimních měsících jsou zde časté teplotní inverze a mlhy.
Převládá vzdušné proudění od západu, kdežto východní větry jsou výjimečné. Na severních svazích Rodopů je často pozorován fénový jev.
Roční úhrn srážek v západní části nížiny nedosahuje ani 500 mm a ve východní části je mezi 500 až 600 mm, což je méně než bulharský průměr. Zdejší srážky jsou během roku rozloženy téměř rovnoměrné. Hlavní srážkové maximum nastává v květnu, minimum v březnu.

### Vodopis
Nížina leží zcela v povodí Marici, která je jejím hlavním tokem. V Pazardžicko-plovdivském poli teče poblíž strmých severních svazů Rodop a relativně daleko od mírných jižních svahů Sredné gory, což má za následek zdejší asymetrickou říční síť. Levé přítoky Marici mají v nížině poměrně dlouhé toky, kdežto ústí jejích pravých přítoků se nacházejí nedaleko vysokých a strmých okrajů Rodop.
Relativně malé množství srážek, vyšší úroveň průměrných teplot, vysoké odpařování, malý sklonu terénu a porézní kvartérní usazeniny ovlivňují nevýznamný specifický odtok – 1 - 5 l/s/km². Ten je obzvláště malý (1 l/s/km²) v nejnižších partiích nížiny, na jejím obvodě, kde rostou objemy srážek a sklon se zvyšuje, dosahuje až 5 l/s/km²).
Největší řeky protékající Hornotráckou nížinou, levé a pravé přítoky Marici, pramení v nedalekých horských masivech a do značné míry zachovávají vodní režim vlastní oněm oblastem. Jeho narušení je způsobeno velkou rozlohou nížiny, jejími fyzicky zeměpisnými vlastnostmi a významnými přímými a nepřímými vlivy člověka. Řeky, které formují svůj odtok do nížiny, především malé a krátké levé přítoky Marici a pravé přítoky Sazlijky, jsou krátké, s malým přítokem a nestabilním odtokem. Jeho maximum nastává v zimním období (únor a březen) a minimum v časném podzimu (září a říjen). Tyto vlastnosti odtoku svědčí o převládajícím dešťovém charakteru řek. Větší část vody řek protékajících nížinou, jakož i podzemní vody se používají k zavlažování.

### Půdy
Půdní pokryv nížiny je značně ovlivněn reliéfem, geologickým podložím a bioklimatickými podmínkami. Zde stojí v nejužší souvislosti s rozšířením a diferenciací půd rozdělení přeživších přírodních rostlinných druhů. Podél řeky Marica a jejích velkých přítoků jsou říční sedimenty doprovázeny aluviálními půdami. V oblastech, kde jsou rozšířeny, se nacházejí místa s mělkým horizontem podzemní vody, což je podmínka pro vznik eutrických nebo glejových fluvisolů,  spolu s místy se zasolenými půdami. Negativní pohyby zemské kůry, které oživují jezerně-bažinné stadium nad nesoudržnými pliocenními jezerními usazeninami, a vliv středomořského klimatu jsou příčinami širokého rozšíření smonic. Pro mírně zalesněné a odvodněné plochy po obvodě nížiny jsou charakteristické kambizemi (CMx2).

### Flora a fauna
Vzhledem k širokému rozšíření obdělávané půdy se v nížině nalézají jen roztroušené pozůstatky původního areálu přirozené vegetace. V místech s vysokou hladinou podzemní vody jsou pozorovány zbytky vlhkomilných travnatých a lesních porostů, kde se nalézají rákos, vrba, topol a olše. Na obvodě nížiny roste fragmentovaná, relativně suchomilná lesní vegetace. Je zastoupena trnovci, černými habry, zakrslými duby a jilmy habrolistými. 
Hornothrácká nížina se vyznačuje silně redukovanou středoevropskou a přechodně středomořskou faunou. Výrazné omezení areálů přirozené vegetace a rozšíření ploch zasažených hospodářskou činností člověka jsou určující pro nevýznamný výskyt živočichů. Více zastoupenými druhy zde jsou hryzec vodní, bažant obecný, špaček růžový, drop velký, koroptev polní. Hryzci se obvykle vyskytují na dobře zavlažovaných plochách rýžových polí a s nimi propojenými zavlažovacími kanály. Bažanti žijí na zachovaných místech se souvislejším travnatým a lesním porostem. Kromě toho se na rozsáhlých plochách se silně rozvinutou kulturní vegetaci vyskytují zástupci ostatních ptáků.

## Hospodářství

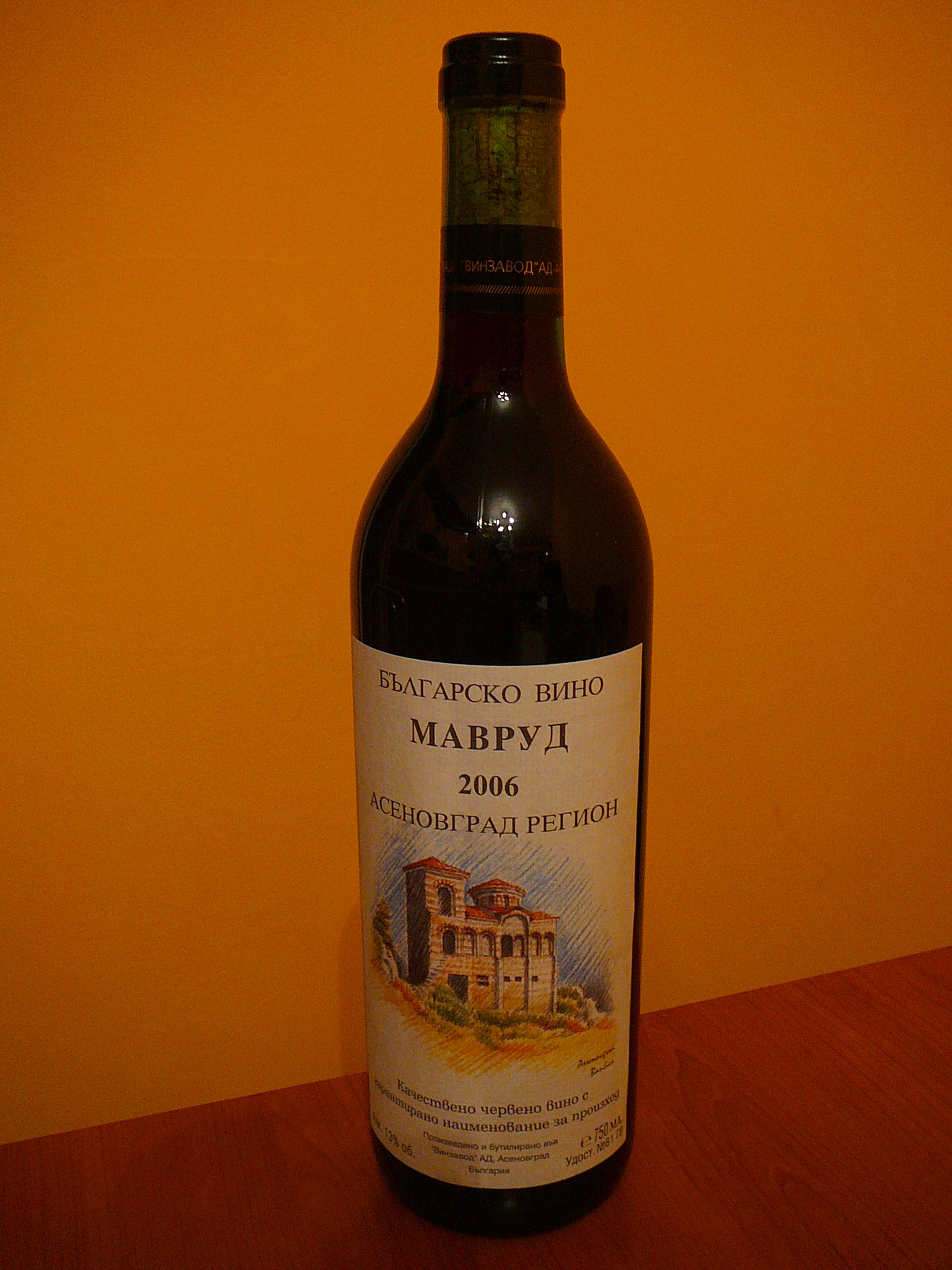
Mavrud z Asenovgradu

Teplé klima je příznivé pro pěstování teplomilných kultur, což je příčinou rozmanitosti zemědělské výroby a specializace regionu na produkci zeleniny. Zdejší srážky jsou však pro zemědělskou výrobu nedostatečné a z tohoto důvodu se v oblasti aktivně vyvíjí meliorační zemědělské hospodářství, podpořené meliorační infrastrukturou – kanály, přehradami, vyrovnávacími nádržemi apod.
Přestože je oblast relativně plochá, v kopcovité krajině podhůří Sredné gory, Rodopů a Sakaru se nacházejí vinice. Poměrně vysoké letní teploty a vhodné lesní a jílovito-písčité půdy jsou velmi příznivé pro červené odrůdy hroznů. Z tohoto důvodu červené víno výrazně dominuje, co do počtu i hodnoty, přestože jsou zde pěstovány i bílé odrůdy hroznů. Nejrozšířenější jsou odrůdy Merlot, Cabernet Sauvignon a v některých vinařských podoblastech i slavná bulharská odrůda Mavrud. Vína vyrobená z nich mají intenzivní barvu, vysokou hustotu, silnou vůni s teplým jižanským charakterem a značným potenciálem pro víceleté zrání. Podoblasti kolem Chaskova, Stambolova, Ljubimce a Ivajlovgradu jsou spojovány v první řadě s vynikajícími víny odrůdy Merlot. Vína Cabernet Sauvignon od Orjachovice, Peruštice, Brestovice jsou důstojná a jedinečná. Asenovgradská podoblast je vždy spojována s prestižními víny odrůdy Mavrud.